# Национално движение за спасение на Отечеството
Национално движение за спасение на Отечеството e българска патриотична и либерално консервативна партия, която официално е регистрирана на 18 юни 2003 г. с председател Илия Киров.

## История
Уставът на политическата партия е приет на учредително събрание от 22 март 2003 г., като месец по-късно е допълнен. Ръководни органи на партията са: конгрес, централен съвет, изпълнителен комитет, централна контролно-ревизионна комисия.
На парламентарните избори през 2005 г. партията участва в състава на Коалиция Атака, която печели 8,14% от гласовете (296 848 гласа) и 21 депутати.
На 7 юни 2009 г. новият председател на партията Тодор Рашев внася заявление за участие в парламентарните избори, което е подкрепено с подписите на 17 130 избиратели. На изборите, проведени на 5 юли същата година, партията печели 0,04% от гласовете (1784 гласа)
През август 2014 г. се присъединява към обединението Патриотичен фронт.